# Isabel Gea
María Isabel Gea Ortigas (1956) es una escritora y periodista española. Licenciada en Ciencias de la Información por la Universidad Complutense de Madrid. 
Autora prolífica de estudios, recopilaciones, reediciones y anecdotarios sobre diversos aspectos relacionados con Madrid, publicó en 1989 su primer libro, Casas, casos y cosas de Madrid.

## Obras
De entre su abundante obra pueden destacarse un Diccionario Enciclopédico de Madrid, una Guía del Patrimonio Artístico de Madrid, sus monografías sobre la Historia de los distritos de Madrid, una Guía del Plano de Texeira (1656) y su aportación al Madrid desaparecido.
- Guía visual del Madrid desaparecido (2015)
- Breve diccionario de Madrid (2014)
- Madrid en 2 días/Madrid in two days (2013)
- Los nombres de las calles de Madrid, ed. revisada (2012)
- De Mayrit a Madrid (2011)
- Madrid curioso, ed. revisada (2011)
- La Gran Vía, cien años de historia (2010)
- Los porqués de Madrid, ed. revisada (2010)
- El Paseo de la Castellana (2010)
- Fuentes de Madrid (2010)
- El río Manzanares (2010)
- Historia de los distritos de Madrid (varios años)
- Madrid, guía visual de arquitectura (2009)
- Los porqués de Madrid (2009)
- Monumentos de Madrid (2009)
- Las plazas de Oriente e Isabel II (2009)
- El palacio del Buen Retiro (1630-1814) (2009)
- Madrid curioso (2008)
- Madrid musulmán, judío y cristiano/Las murallas medievales de Madrid (2008)
- Guía del plano de Texeira (1656) (2006)
- El Madrid desaparecido (2003)
- Diccionario Enciclopédico de Madrid (2002)
- Guía del Patrimonio Artístico de Madrid (2000)
- El Dos de Mayo de 1808 en Madrid (2000)
- Luis Candelas (2000)
- El Palacio Real de Madrid (2000)
- Cercas, puertas y portillos de Madrid (1999)
- Las Murallas de Madrid (1999)
- Los fantasmas del Palacio de Linares (1999)
- El plano de Texeira (1999)
- Historia del Oso y el Madroño. Antiguos cementerios de Madrid (1999)
- La Puerta del Sol (1999)
- Breve historia de la Plaza Mayor (1999)
- Guía del patrimonio cultural de Madrid (1999)
- El Rastro (1996)
- Curiosidades y anécdotas de Madrid, 2ª parte (1996)
- Imágenes de / Pictures of Madrid (1995)
- La Castellana, escenario de poder (1993)
- Los nombres de las calles de Madrid (1993)
- Curiosidades y anécdotas de Madrid (1993)
- Imágenes del Madrid Antiguo (1992)
- Casas, casos y cosas de Madrid (1989)